# Gherase Dendrino
Gherase Dendrino (n. 2 septembrie 1901 Turnu Măgurele – d. 4 ianuarie 1973, București) a fost un compozitor și dirijor român. A studiat la Conservatorul  din București (1920-1927), avându-i ca profesori pe Dumitru Georgescu-Kiriac și Alfonso Castaldi. În paralel, a urmat Facultatea de drept și Facultatea de medicină din București. A compus operete (Lăsați-mă să cânt, Lysistrata), muzică ușoară, muzică de film etc.

## Compoziții
În lipsa unor informații cronologice, titlurile nedatate vor fi așezate la capătul listei și ordonate alfabetic.
| Titlul piesei                        | Forma muzicală | Versuri                                               | Anul apariției | Interpretări mai cunoscute                     |
| ------------------------------------ | -------------- | ----------------------------------------------------- | -------------- | ---------------------------------------------- |
| Cântă o mandolină                    | romanță        | Aurel Felea                                           |                | Surorile Kosak                                 |
| Ce faci astă seara tu?               | tango          | D. Dubae, P. Sabin                                    |                | Dorel Livianu                                  |
| Drum bun                             | tango          | Puiu Maximilian                                       |                | Dorel Livianu, Gică Petrescu, Mihaela Runceanu |
| În cârciumioara unde cântă un cobzar | romanță        | Mihai Maximilian                                      |                | Doina Badea                                    |
| În satu-n care m-am născut           | romanță        | Gherase Dendrino, Ștefan Cristodulo, Vasile Vasilache |                | Gică Petrescu, Gliceria Gaciu                  |
| În vals ne-am întâlnit               | ușoară         | Aurel Felea                                           |                | Mihaela Runceanu                               |
| Mai spune-mi odată "te iubesc"       | tango          | R. Costăchescu                                        |                | Nicolae Nițescu                                |
| Plouă                                | ușoară         | Ștefan Cristodulo                                     |                | Mihaela Runceanu                               |
| Poate cânți și tu                    | tango          | Nicolae Kirițescu                                     |                | Jean Moscopol, Nicolae Nițescu                 |
| Să nu ne despărțim                   | romanță        | Gherase Dendrino                                      |                | Mia Braia                                      |
| Să nu te superi dacă plâng           | romanță        | Puiu Maximilian                                       |                | Ion Luican, Lavinia Slăveanu                   |
| Un gondolier cânta o melodie         | tango          | Aurel Felea, Gherase Dendrino                         |                | Gică Petrescu                                  |
| Vor trece anii                       | romanță        | Aurel Felea                                           |                | Nicolae Nițescu                                |

## Distincții
- Ordinul Muncii clasa a III-a (7 martie 1956) „cu prilejul împlinirii a cinci ani de activitate a Teatrului de stat de operetă și pentru merite deosebite în muncă”[3]
- titlul de Maestru Emerit al Artei (28 martie 1962) „pentru activitate deosebită în domeniul artistic”[4]
- Ordinul „23 August” clasa a IV-a (10 august 1964) „pentru merite deosebite în opera de construire a socialismului, cu prilejul celei de a XX-a aniversări a eliberării patriei”[5]
- Ordinul „Meritul Cultural” clasa I (12 septembrie 1968) „pentru activitate îndelungată și merite deosebite în activitatea muzicală”[6]

## Filmografie

### Muzică de film
- Pe răspunderea mea (1956)
- Afacerea Protar (1956)
- Muzica e viața mea (1988)